# Bipora flabellaris
Bipora flabellaris är en mossdjursart som först beskrevs av Levinsen 1909.  Bipora flabellaris ingår i släktet Bipora och familjen Biporidae. Inga underarter finns listade i Catalogue of Life.